# Continental AG
La empresa Continental AG (de forma abreviada Conti) es una empresa alemana con sede principal en Hanóver (Alemania). Está constituida legalmente como una sociedad anónima (en alemán Aktiengesellschaft). El presidente del consejo de administración es Eihmar Degenhart. La empresa cuenta con casi 250.000 empleados repartidos en más de 200 emplazamientos y activos en 56 países. Continental es conocido por ser uno de los líderes mundiales en la producción de neumáticos para la industria automotriz, si bien actualmente la división de sistemas electrónicos de seguridad y asistencia (ej. ESP) cuenta con unas ventas superiores.
Continental AG es una de las principales fabricantes europeos de neumáticos y otras piezas para las industrias automotriz y de transporte. Continental AG es el cuarto mayor fabricante de neumáticos en el mundo después de Bridgestone, Michelin y Goodyear. Fue fundada en 1871 como fabricante de caucho, Continental-Caoutchouc und Gutta-Percha Compagnie. Después de la adquisición de Siemens VDO, se ha convertido en uno de los 2 mejores proveedores del sector automotor en el mundo, compitiendo con la división automotriz de Bosch.

## Estructura de la empresa
La empresa Continental AG fue fundada en 1871 y es miembro del índice bursátil DAX desde agosto de 2003. En 2006 contaba con unos 85.000 empleados en todo el mundo y unas ventas de 14.900 millones de Euros con un EBITA de 1.600 millones de Euros.
La empresa cuenta con cuatro divisiones con un total de 16 marcas. Las divisiones son:

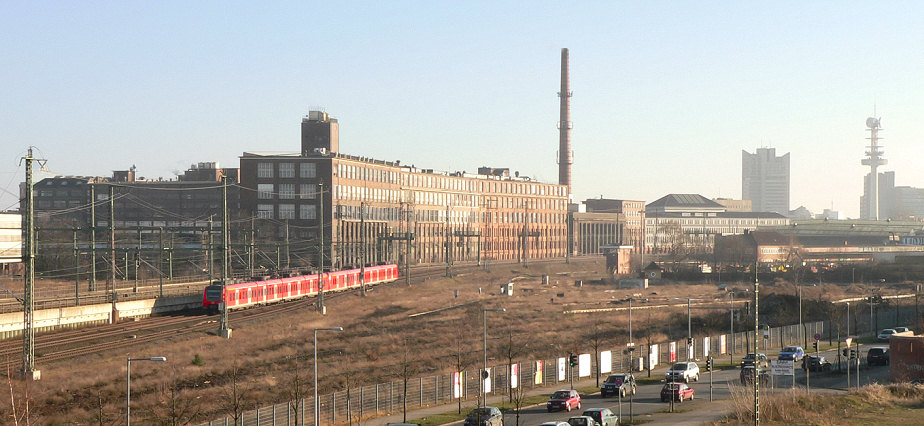
Parte trasera de la planta de Continental en Hanóver con los rascacielos de la ciudad al fondo.

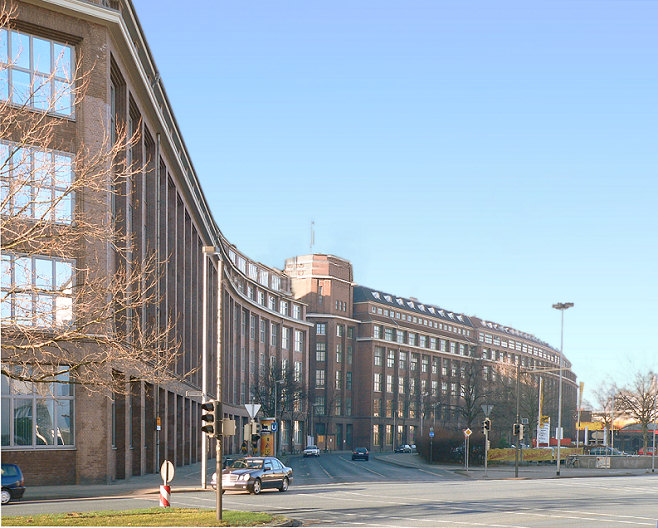
Vista de la calle de la sede principal de Continental y de la planta en Hanóver.

- Passenger Car Tires (Neumáticos para vehículos de pasajeros)
- Commercial Vehicle Tires (neumáticos para vehículos comerciales)
- ContiTech AG (Elastómeros técnicos)
- Continental Automotive Systems (CAS) del inglés Sistemas automotrices de Continental (Sistemas de frenado y componentes de chasis) con las subsidiarias:
  - Continental Teves, Fráncfort del Meno
  - Continental Temic, Núremberg / Berlín

La subsidiaria ContiTech AG se reforzó en 2004 con la adquisición de Phoenix AG. Tras la operación los accionistas de Phoenix AG se transformaron en accionistas de ContiTech AG. Las acciones de ContiTech AG se cotizan en las bolsas de Hamburgo y Hanóver.
ContiTemic se concentra en sistemas electrónicos de frenos, protección interior de pasajeros, electrónica de confort y electrónica de tracción. Junto con el proveedor ZF-Sachs (sistemas de tracción) y otros socios internacionales de sistemas de almacenamiento de energía provee soluciones integrales de tracción híbrida a empresas fabricantes de vehículos tales como GM, DaimlerChrysler, etc.
En julio de 2006 Continental se hizo con el negocio de electrónica del automóvil de Motorola (compuesto por las áreas control de chasis y tracción, sensores y electrónica de confort, así como el negocio telemático), para complementarlo con el negocio propio de telemática y crear así la división propia Continental Automotive Systems.
Con la integración de Motorola en el consorcio Continental se dejan de usar las denominaciones Temic, Teves o Motorola para pasar a ser Continental Automotive Systems.
En abril de 2007 se da a conocer la adquisición por parte de Continental del 51 por ciento del grupo eslovaco de neumáticos y maquinaria Matador Rubber. De esta forma se compromete la empresa de Hanóver de suministros del automóvil en un Joint-Venture ya existente en el sector de las ruedas para camiones. De esta forma el grupo da un paso estratégico para crear capacidad de producción en países de bajo coste.
El 25. de julio de 2007 se hace publica la adquisición por parte de Continental del competidor Siemens VDO Automotive (el negocio del sector del automóvil del gigante alemán Siemens). El precio de compra fue 11.400 millones de Euros.

## Producción

### Neumáticos

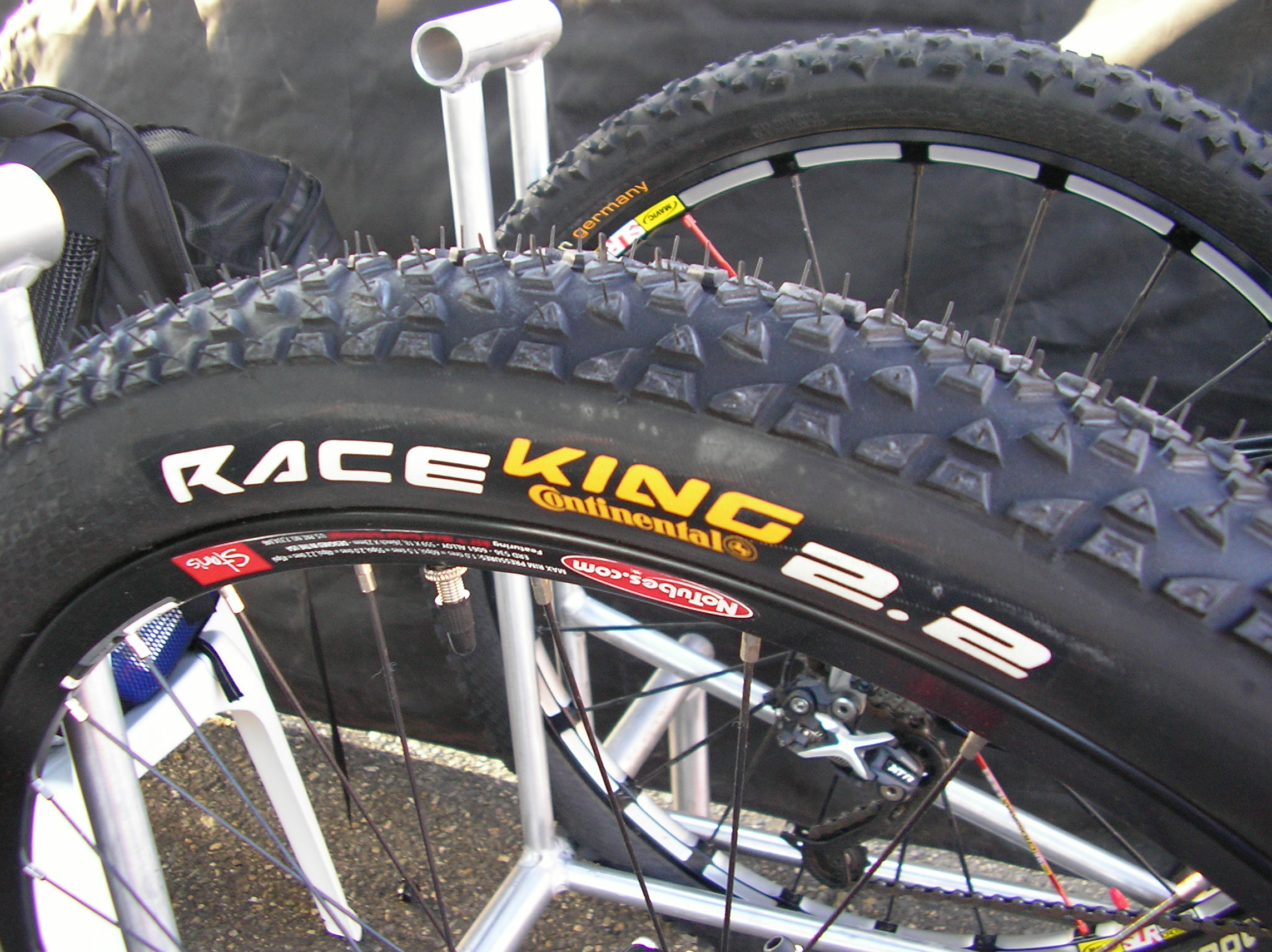
Neumático para bicicletas de Continental.

La empresa Continental AG es, después de Bridgestone, Michelin y Goodyear, el cuarto productor mundial de neumáticos. La división de neumáticos para camiones (en Europa) incluye las marcas Continental, Semperit, Barum, General Tire, Euzkadi, Viking, Gislaved y Mabor.
En 1985 Continental compra la división de neumáticos de Semperit con sede en la ciudad austríaca de Traiskirchen y de esta forma también la subsidiarias Sava situada en Eslovenia y Barum situada en la República Checa. En 2002 se trasladó íntegramente la producción de Traiskirchen a la República Checa, permaneciendo en Traiskichern únicamente el negocio de mezcla de gomas.
En Argentina, desde 1999, se ha asociado con FATE, empresa argentina líder en fabricación y exportación de neumáticos para automóviles, camiones y autobuses situada en una planta de San Fernando (Buenos Aires).
Recientemente, ha iniciado la construcción de una planta en Costa Rica.

### Sistemas en el vehículo
A partir de 1995 se estableció la división CAS (Continental Automotive Systems), que se concentra en chasis controlado electrónicamente y sistemas de seguridad del vehículo (Ej. frenos, presión de ruedas, sistemas de asistencia al conductor, ESP, centralitas electrónicas para airbags, sensores de aceleración,…). Con la compra del fabricante de frenos Alfred Teves GmbH en 1998 con sede en Fráncfort del Meno de manos de la compañía norteamericana ITT Automotive y la adquisición de Temic en Nürnberg (en 2001 a DaimlerChrysler) esta división superó las cifras de ventas de la división de neumáticos para convertirse en la piedra angular de la empresa, llegando a acaparar en 2004 el 40% del negocio del grupo. Continental cuenta con un centro de desarrollo y pista de pruebas en Brimley (Míchigan).
Marcas de la división CAS (Continental Automotive Systems):
- ATE (Abreviatura de Alfred Teves)(Empresa postventa independiente, Recambios del automóvil)
- Temic (electrónica de ABS/ESP, electrónica de chasis, electrónica del motor, control de transmisión, electrónica de confort, motores eléctricos, protección de pasajeros)
- Teves (Sistemas de frenos, chasis y estabilidad)
- VDO (tras la absorción de Siemens VDO Automotive AG)

## Reestructuraciones y cierre de plantas
El 4 de agosto de 2004 confirma Continental tras la presentación de resultados el cierre de la planta de producción de neumáticos en Mayfield, Kentucky (Estados Unidos) a finales de año a pesar de las buenos resultados y pronósticos globales. En noviembre de 2004 da a conocer que aumenta la posición de líder del mercado americano en lo referente a sistemas electrónicos de estabilidad ESP tras el anuncio de los grandes fabricantes de vehículos de Detroit, de que todos los nuevos modelos estarían equipados con ESP de fábrica, y que incluso espera doblar las ventas en 2005 en los Estados Unidos.

### Alemania
El crecimiento de la división de producción de neumáticos para vehículos utilitarios en 2005 fue inesperadamente débil. Además, se anuncia en noviembre de 2005 que se planea cerrar la producción de la planta de Hanóver-Stöcken a finales de 2006 a pesar de ser rentable. Tras protestas y concentraciones de la plantilla el cierre se hizo efectivo a finales de 2007.
Wennemer en su papel de presidente del consejo de administración ha trabajado en la reducción de los costes de producción y en la relocalización de producción en países de menores costes argumentando una competencia en el mercado global cada vez más fuerte. La decisión de no retribuir las horas extras en la planta central en Hanóver fue duramente criticada.
En muchos filiales de la empresa se han incrementado las horas semanales de 40 a 42 o bien de 35 a 37,5 horas por semana sin compensación económica.

### Otros países
En Dublín (Irlanda), Newbridge (Escocia), Herstal (Bélgica), Gislaved (Suecia) y Traiskirchen (Austria) ya hubo cierre de plantas en los últimos años. Otro conflicto abierto en Guadalajara (México) desde 1998 se disolvió finalmente a comienzos de 2005. Continental compró, y poco después cerró, la empresa mexicana de neumáticos Euzkadi en 2001 tras controversias con la dirección de la empresa y con los sindicatos debido a cortes salariales y jornadas de trabajo más largas. 1.100 trabajadores fueron despedidos. Finalmente y tras largas negociaciones con el gobierno mexicano los trabajadores adquirieron el 50% de la planta a comienzos de 2005.
También en los Estados Unidos hubo un cierre de planta el 31 de diciembre de 2004, fue la planta de producción de neumáticos en Mayfield, Kentucky, si bien no se cerró por completo y aun permanecen algunas actividades (ej. centro logístico). El 15 de septiembre de 2006 se cerró también la planta de Charlotte (Carolina del Norte). Tras estos cierres la única planta en los Estados Unidos dedicada a la producción de neumáticos (para vehículos utilitarios y camiones) es la situada en Mt. Vernon (Illinois).
También se comenta que existe producción de neumáticos en China, pero no se transparenta esta información, por la mala imagen hacia la marca ya que en China se falsifican muchos productos.

## Historia

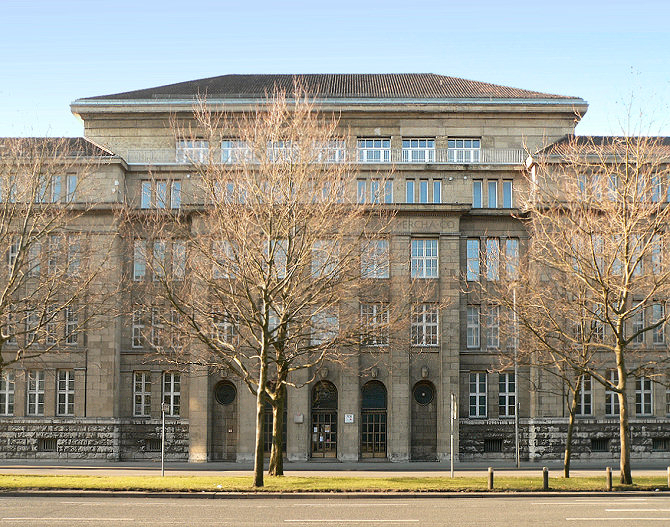
Fotografía de lo que era el edificio de administración en la calle Vahrenwalder, en Hanóver, hoy „Technologie-Centrum Hannover“ (TCH).

La empresa tradicional con el nombre Continental-Caoutchouc und Gutta-Percha Compagnie fue fundada en Hanóver en 1871. La empresa se constituyó desde sus inicios como sociedad anónima cotizando en la bolsa. Siegmund Seligmann (1853–1925) fue un directivo destacado durante muchos años. Entró en la empresa en 1876 y ya en 1879 sería director de compras y miembro del consejo de administrador. Junto con el químico Adolf Prinzhorn (1834–1913) logró hacer de la empresa, en pocos años, un líder de los productores de goma y neumáticos en Alemania. En 1875 la empresa contaba solo con 250 trabajadores, y tras la era Selignmann (1914) ya serían 13 000. En 1892 sería la primera empresa en Alemania en crear neumáticos de aire para bicicletas, en 1898 la primera en crear neumáticos para vehículos sin perfil y en 1904 con perfil. La planta principal se formó en la calle Vahrenwalder en Hanóver, en las cercanías, en el barrio de Stöcken se creó una nueva planta previamente a la Segunda Guerra Mundial.
En el periodo 1912–1914 se creó el representativo edificio de administración en la calle Vahrenwalder diseñado por el arquitecto Peter Behrens. Se usó como almacén militar durante la Primera Guerra Mundial. Tras la guerra (en el periodo 1919–1920) fue desmantelado. La edificación es muy similar a la realizada para el edificio de administración de la empresa Mannesmann AG en Düsseldorf. El edificio de administración en Hanóver tiene una fachada de 100 m de largo y los pilastras se asemejan a los del Altes Museum en Berlín. El edificio fue bombardeado en la Segunda Guerra Mundial y seriamente dañado para ser restaurado poco después. Desde los años 80 el edificio alberga el „Technologie-Centrum Hannover“ (TCH) al español Centro Tecnológico de Hanóver.
En 1981 las ventas mundiales del grupo llegaron a 1165 millones de dólares con un segmento de mercado del 3,9 %.
En octubre de 1982 llegó a un acuerdo con el consorcio estadounidense General Tire, el cual contaba en 1981 con un segmento del mercado mundial del 2,9 % y una producción anual de 500.000 neumáticos en los Estados Unidos. En 1987 GenCorp vendió el 100% de su subsidiaria General Tire a Continental AG.
Entre 1990 y 1993 el fabricante italiano de neumáticos Pirelli intento adquirir Continental AG. Este hubiera sido uno de los primeros casos en los que una empresa alemana de importancia hubiera sido adquirida por un competidor extranjero. Por ello, el tema tuvo un seguimiento importante por parte de los medios de comunicación. Continental AG se defendió de la OPA hostil gracias al apoyo de Deutsche Bank que formara una minoría de bloqueo. Tras una larga lucha y falta de liquidez por parte de Pirelli, esta desistió del intento.

## Continental Tire Andina
ERCO la compañía Ecuatoriana del Caucho S.A. empieza su proceso de integración al grupo Continental AG en 2009 y el 1 de junio de 2010 cambia su razón social a Continental Tire Andina S.A.. Esta compañía representa a toda la región andina la cual está conformada por Ecuador, Colombia, Chile, Venezuela, Perú y Bolivia. Su área comercial se encuentra en la ciudad de Quito (Ecuador) y la fábrica en la ciudad de Cuenca.